# Horo (Tanz)

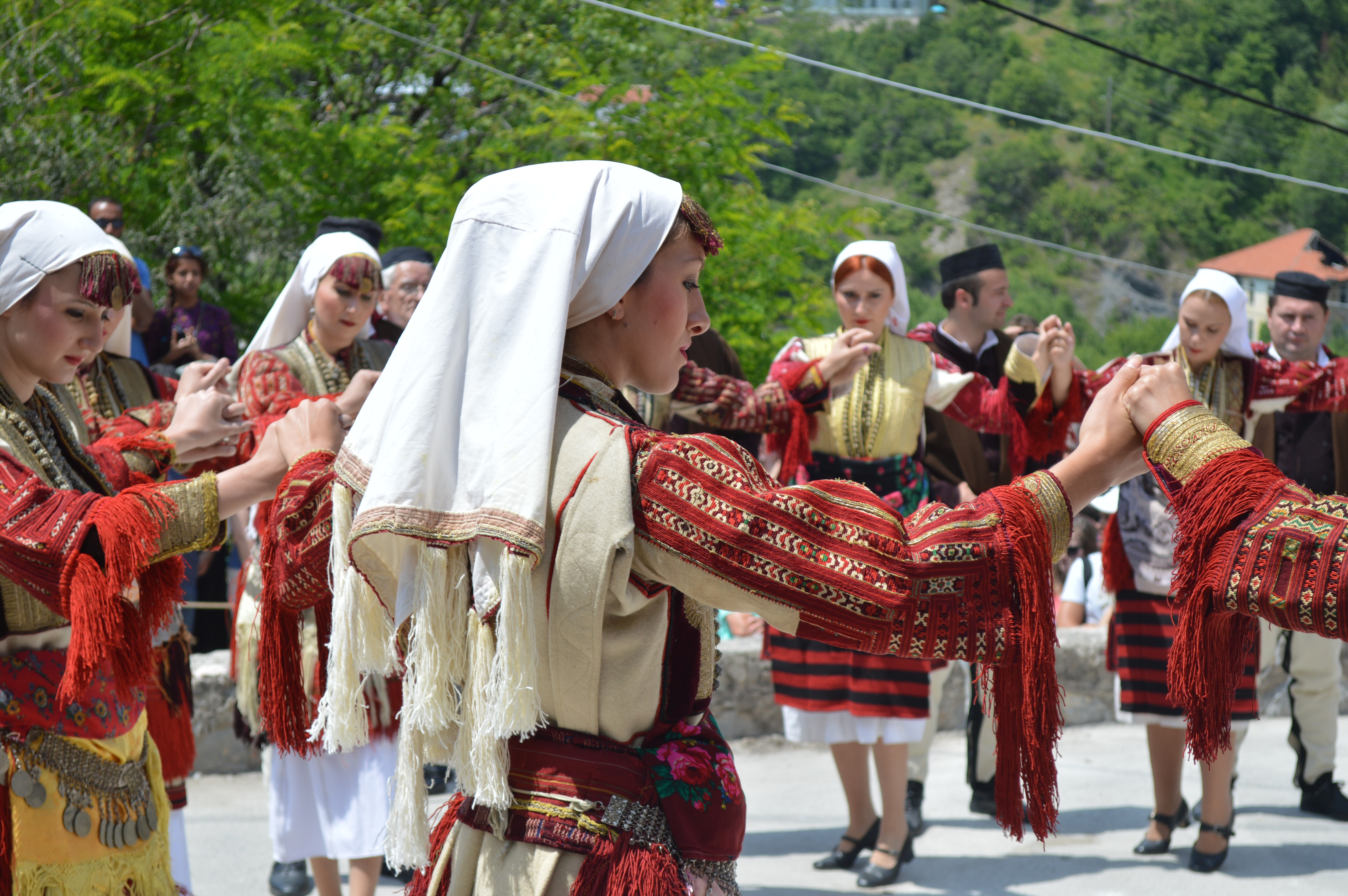
Horă in Nordmazedonien

Horo oder Hora (bulgarisch хоро, horo, choro; mazedonisch оро; rumänisch horă) sind verschiedene Reigen oder Kreistänze, die vorwiegend aus den Balkanstaaten stammen. Tänze dieser Art findet man als Horo oder Choro in Bulgarien und Nordmazedonien, als Horă in Rumänien und der Republik Moldau sowie als Hora im Nordwesten der Türkei. Der Name stammt von der chorea (χορεία), dem altgriechischen Reigentanz, der ursprünglich vom Gesang der Tänzer (vgl. Chor) begleitet wurde. Seine Entsprechung in den anderen südslawischen Nachbarstaaten ist der Kolo.

## Bulgaren
Die traditionellen bulgarischen Volkstänze werden in zwei Gruppen kategorisiert: die Hora (bulg. Sg. хоро, Pl. хора/Chora) und die Ratschenitzi (sg. ръченица/pl. ръченици). Die letzteren waren ursprünglich Solotänze, werden heute aber auch wie die Hora in Kreis oder Reihe getanzt. Die unzähligen bulgarischen Hora werden im offenen Kreis oder in gerader kurzer Reihe in Hand-, Gürtel- oder Kreuzfassung getanzt. Die allgemeine Tanzrichtung ist fast immer nach rechts; diese Regel gilt so grundsätzlich, dass Tänze, die nach links getanzt werden, auffallen und oft einen entsprechenden Zusatz im Namen haben: z. B. Ljawata („die linke“) von ljawo (bulg. ляво) „links“. Am rechten Ende tanzt der Tanzführer, der den Weg der Tänzerkette vorgibt und ggf. die Figuren ansagt. Die Schrittkombinationen, Tanzfiguren, Tempi und Rhythmen der bulgarischen Horos sind äußerst vielfältig und unterscheiden sich im Stil von Region zu Region. 
Während der über 500-jährigen osmanischen Herrschaft hatte der Horo für die Bulgaren eine eminente gemeinschaftsbildende und identitätsstiftende Funktion. Mit der Teilnahme am Horo auf dem Dorfplatz gehörte man zur Gemeinschaft der christlichen Bulgaren, in Abgrenzung zu den muslimischen Türken.
Wenn sehr viele Menschen an einem bulgarischen Horo teilnehmen, fassen sie sich an den Händen und bilden eine gewundene Reihe, die die gesamte Tanzfläche ausfüllt. Gemäß der überlieferten Tanztradition führte der Tanzführer am rechten Ende die Reihe zu einer Spirale (bulg. хоро се вие/horo se wie, zu dt. etwa: der Horo wickelt sich auf), die sich allmählich immer enger zuzieht, wendet sich dann in der Mitte um und „wickelt den Horo“ wieder ab. Das Orchester spielt so lange, wie das dauert, und das können gelegentlich 10 bis 15 Minuten sein, wobei eine Melodie die andere ablöst. Auch Schlangenlinien oder andere Raumwege sind möglich, ganz nach dem Belieben des Tanzführers.
Zu den bulgarischen Horos gehören unter anderem:
- Gankino Horo (Ганкино хоро)
- Pravo Horo (Право хоро)

## Mazedonier
Eine mazedonische Variante nur für Männer ist der Kopatchkata. Die Tänzer fassen sich reihum an den Gürteln, um bei steigendem Tempo die Formation zu halten. Eingespielte Gruppen können neben den trippelnden Grundschritten besondere Schrittfolgen, vor und zurück, Richtungswechsel oder kreuzende Schritte, einbauen. Sie werden von Trommeln mit einem speziellen treibenden Rhythmus begleitet, Melodieinstrumente wie Geigen, Lauten oder Dudelsäcke können hinzukommen. Es existiert auch ein gleichartiger Tanz für Frauen, die dabei den Halt an den Schürzenbändern bekommen. Bei „gemischten“ Tänzen bleiben die Geschlechter getrennt und die Gruppen verbinden sich mit einem Tuch in den Händen der Randtänzer. „Kopatchkata aus dem Dorf Dramche in Pijanec“ wurde 2014 in die UNESCO-Liste des immateriellen Kulturerbes der Menschheit aufgenommen.

## Rumänen

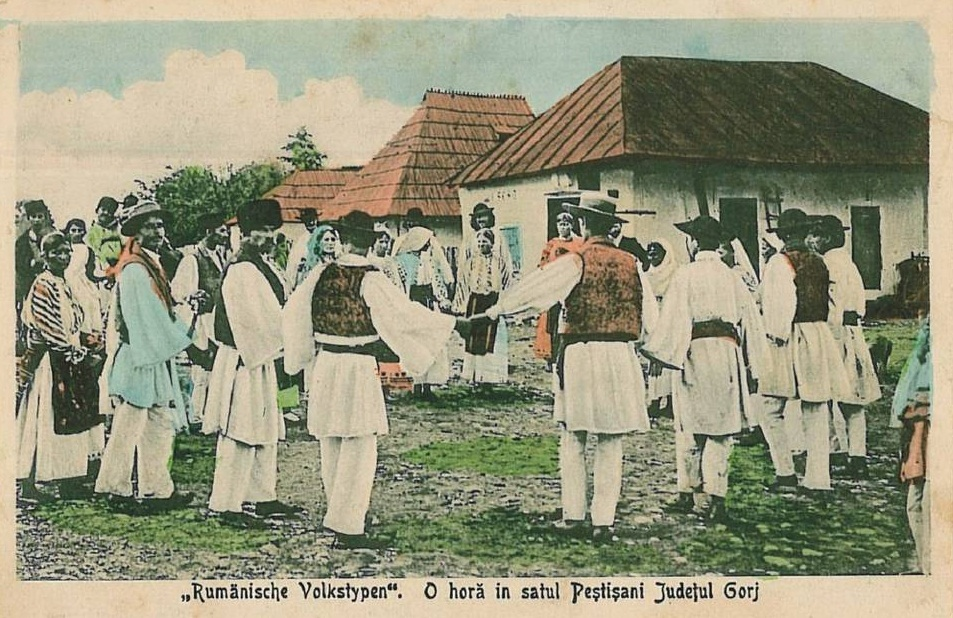
Horă in Rumänien in den 1890er Jahren

In Rumänien gehört die Hora zu den traditionellen Tänzen. Es ist eine ländliche Ronde, die alle Anwesenden in einem großen geschlossenen Kreis vereint. Die Tänzer und Tänzerinnen halten sich an den Händen, machen diagonale Schritte, vorwärts und rückwärts, und drehen den Kreis in der Regel gegen den Uhrzeigersinn. Die Teilnehmer singen dabei den Text des Liedes und werden von Musikanten mit Hackbrett, Akkordeon, Geige, Bratsche, Kontrabass, Saxophon, Trompete und Panflöte begleitet.
Die Hora wird an Hochzeiten und an großen Volksfeiern getanzt. Eine der bekanntesten ist die Hora Unirii.

## Türken
Auch in der Türkei ist der Tanz bekannt, Ursprung in den nordwesttürkischen Gebieten der Türkei. Dieser Tanz wird Hand in Hand oder Arm in Arm in Reihe getanzt.